# Pterolophia pulla
Pterolophia pulla är en skalbaggsart som beskrevs av Stefan von Breuning 1939. Pterolophia pulla ingår i släktet Pterolophia och familjen långhorningar. Inga underarter finns listade i Catalogue of Life.